# Milichus lecourti
Milichus lecourti là một loài bọ cánh cứng trong họ Bọ hung (Scarabaeidae).